# Henry Percy (4e comte de Northumberland)
Pour les articles homonymes, voir Henry Percy.
Henry Percy (v. 1449 – 28 avril 1489), 4e comte de Northumberland à partir de 1470, fut un important baron anglais.

## Biographie

### Disgrâce et emprisonnement
Il est le fils d'Henry Percy († 1461), un fidèle de la Maison de Lancastre durant la guerre des Deux-Roses et Eleanor, baronne Poynings (1428-1484). Son père est tué en 1461 à la bataille de Towton, qui voit la victoire du parti yorkiste. Le jeune Percy, son héritier, est déchu de son titre de comte, et est emprisonné. Henry Percy est emprisonné à la Prison de la Fleet puis à la Tour de Londres. En 1464, Édouard IV récompense John Neville pour ses récentes victoires à Hedgeley Moor et Hexham, en le créant comte de Northumberland.

### Restauration par Édouard IV
Cependant, inquiet de la puissance de Richard Neville et de ses alliés à la suite de la rébellion de ces derniers lors de la bataille d'Edgecote Moor, le yorkiste Édouard IV fait libérer Percy le 27 octobre 1469. Le 27 mars 1470, il lui permet de réclamer le titre de comte de Northumberland après qu'il lui ait juré fidélité, afin de contrebalancer la puissance des Neville dans le Nord. John Neville, qui n'avait pourtant pas participé à la rébellion de son frère Richard, est relégué au titre inférieur de marquis Montagu.
Le mariage d'Édouard IV avec Élisabeth Woodville a fait baisser à la cour le crédit des Neville, au profit de la famille Woodville. Richard Neville et son gendre Georges Plantagenêt, frère d'Édouard, tentent de renverser Édouard, en juillet 1469 puis en mars 1470. En septembre 1470, lorsque Warwick débarque à Dartmouth pour restaurer les Lancastre sur le trône, John Neville rallie son frère. Richard Neville fait épouser sa fille au prince Édouard de Westminster, l'héritier d'Henri VI. Cette défection conduit Édouard IV à s'enfuir aux Pays-Bas bourguignons. Henri VI est restauré mais les proches du roi, qui se méfient de l'alliance récente avec les Neville, arrivent à le persuader de laisser à Percy le titre de comte de Northumberland.
En mars 1471, lorsqu'Édouard IV débarque à Ravenspurn pour reprendre son trône, il traverse les terres de Percy qui, lui étant redevable pour ses titres, le laisse rejoindre York sans l'intercepter. Montagu échoue quant à lui à stopper Édouard qui s'empare de Londres et défait l'armée lancastrienne à Barnet le 14 avril. Lors de cette bataille, Warwick et Montagu sont tués. À la bataille de Tewkesbury, Édouard IV met fin aux ambitions des Lancastre directs (le prince Édouard est tué après la bataille ; Henri VI meurt soudainement peu après).

### Apogée dans le Nord
Percy redevient le maître incontesté du Nord et retrouve entièrement ses titres en 1473. Il est intégré à l'ordre de la Jarretière en 1474.
Percy commande l'aile gauche de l'armée de Richard III à la bataille de Bosworth en 1485, mais n'intervient pas dans la bataille, pour des raisons inconnues. Cela ne l'empêche pas d'être fait prisonnier par le vainqueur et nouveau roi, Henri VII, qui le relâche finalement pour sa bonne conduite. Il est à nouveau rétabli dans ses droits.

### Mort
Il est assassiné au cours d'une émeute lors d'une rébellion dans le Yorkshire en avril 1489, peut-être pour venger Richard III, et inhumé à Beverley Minster.